# Шърман (окръг, Тексас)
Вижте пояснителната страница за други значения на Шърман.
Окръг Шърман (на английски: Sherman County) е окръг в щата Тексас, Съединени американски щати. Площта му е 2391 km², а населението - 3186 души (2000). Административен център е град Стратфорд.